# Deer Park, Texas
Deer Park är en stad och förort till Houston i Harris County i Texas. Vid 2010 års folkräkning hade Deer Park 32 010 invånare.